# Флора Болоняй
Флора Болоняй (угор. Flóra Bolonyai, 5 квітня 1991) — угорська ватерполістка.
Учасниця Олімпійських Ігор 2012 року.
Призерка Чемпіонату світу з водних видів спорту 2013 року.